# Strabomantis
Strabomantis (Peters, 1863) è un genere di anfibi anuri appartenente alla famiglia Strabomantidae.

## Distribuzione e habitat
Il genere è diffuso in Colombia, Venezuela, Ecuador, Perù, Brasile e Costa Rica.

## Tassonomia
La sottofamiglia Strabomantinae era originalmente classificata sotto la famiglia Brachycephalidae, rimossa nel 2008 e classificata come Incertae sedis della famiglia Craugastoridae. Nel 2011 viene inserita a tutti gli effetti nella famiglia Craugastoridae come sottofamiglia ufficiale. Un recente articolo  ha rivisto la sistematica della famiglia e di altre famiglie vicine (Brachycephalidae, Craugastoridae, Eleutherodactylidae e Ceuthomantidae), ripristinandola come sottofamiglia a sé stante che contiene il solo genere nominale.
Il genere contiene 16 specie:
- Strabomantis anatipes (Lynch e Myers, 1983)
- Strabomantis anomalus (Boulenger, 1898)
- Strabomantis biporcatus Peters, 1863
- Strabomantis bufoniformis (Boulenger, 1896)
- Strabomantis cadenai (Lynch, 1986)
- Strabomantis cerastes (Lynch, 1975)
- Strabomantis cheiroplethus (Lynch, 1990)
- Strabomantis cornutus (Jiménez de la Espada, 1870)
- Strabomantis helonotus (Lynch, 1975)
- Strabomantis ingeri (Cochran e Goin, 1961)
- Strabomantis laticorpus (Myers e Lynch, 1997)
- Strabomantis necerus (Lynch, 1975)
- Strabomantis necopinus (Lynch, 1997)
- Strabomantis ruizi (Linciaggio, 1981)
- Strabomantis sulcatus (Cope, 1874)
- Strabomantis zygodactylus (Lynch e Myers, 1983)